# Iakoba Italeli
Iakoba Italeli es un político tuvaluano que ocupó el cargo de gobernador general de Tuvalu desde abril de 2010 hasta agosto de 2019. Entre 2006 y 2010 fue ministro de educación y deportes y salud, en el gobierno de Apisai Ielemia. Durante esos años fue diputado por la circunscripción de Nui en el Fale Fono, el parlamento de Tuvalu.